# 高玉琮
高玉琮（1944年—2019年），男，天津人。中国曲艺作家、理论家、评论家。国家一级编剧。中国曲艺家协会会员。
创作有包括相声、快板、京韵大鼓、梅花大鼓、单弦、铁片大鼓、西河大鼓、二人转、京东大鼓、曲艺小品等节目300多段。

## 生平
1944年生。天津人。1956年在《中国少年报》上发表了他的曲艺处女作《我戴上红领巾》。1960年入伍，任文书、宣传队创作员。1966年退伍后执教于天津海河中学。
1978年，发表了第一篇论文《相声的本质--讽刺》。自此，开始进行曲艺创作的同时，进行曲艺理论研究。1979年，调入《天津演唱》编辑部任曲艺编辑。1987年，天津市文联为他举办“个人曲艺作品演出专场”。1989年调入天津市艺术研究所，专职从事曲艺研究工作，2005年退休。
2019年10月24日凌晨2点52分因心脏病医治无效在津逝世。

## 门徒
2013年公开收徒曲庆涛、刘雷；2015年收徒刘宪廷、秦珂华、张天来、刘文赟、朱健铭；2019年收徒贾厚行、范志强、王勇、王建忠、李壮。

## 出版物
高玉琮的笔名有高川雯、川雯、高瞻等。
高玉琮的曲艺代表作有快板书长篇《武林志》《场外搏斗》《卖鱼》《园丁曲》等。其中《卖鱼》为天津第一个参加央视春节晚会的节目（1987年）。此外，他还善于撰写人物传记，著有长篇人物传记《周叔弢传》《话说张志宽》《魏文亮的故事》等，中篇人物传记《陈士和小传》《乔清秀小传》等。
高玉琮的代表性论文有《论相声“说学逗唱”之关系》《论相声的讽刺性》《论相声的文学性》《中国曲艺忧思录》《曲艺艺术的昨天、今天与明天》等。他还进行小说创作，发表长篇小说《剑手琴心》一部，中篇小说《天津女混混》《场外搏斗》《鬼七》等76部，短篇小说《孙丁赴宴》等12部。
高玉琮曾经担任《21世纪的新文艺探索》《常宝霆舞台生涯七十年》《中国快板书优秀曲目选》《铿锵竹韵快板书》《快板考级教材》等多部书籍的主编，任《相声与文学》《艺术论文集》《莲花落音乐研究》等18部书籍编委。他编辑了《骆玉笙舞台生活六十年画册》（撰写文字部分）《中国曲艺发展简史》 （与鲍震培合作）等17部曲艺书籍。
在辞典方面，高玉琮也是《中国相声大辞典》、《中国曲艺大辞典》执行副主编，《中国评书评话大辞典》主编。